# Eduard Oswald
Eduard Oswald (ur. 6 września 1947 w Augsburgu) – niemiecki polityk, nauczyciel i samorządowiec, działacz Unii Chrześcijańsko-Społecznej (CSU), w latach 1987–2013 deputowany do Bundestagu, w latach 2011–2013 jego wiceprzewodniczący, w 1998 minister zagospodarowania przestrzennego, budownictwa i rozwoju miast w piątym rządzie Helmuta Kohla.

## Życiorys
Kształcił się w Fachhochschule w Monachium i w szkole nauczycielskiej, w latach 70. pracował jako nauczyciel. W 1966 został członkiem bawarskiej Unii Chrześcijańsko-Społecznej. W latach 1972–1998 był radnym powiatu Augsburg, a od 1978 do 1986 posłem do landtagu Bawarii. W 1987 po raz pierwszy uzyskał mandat posła do Bundestagu. Z powodzeniem ubiegał się o reelekcje w wyborach w 1990, 1994, 1998, 2002, 2005 i 2009, zasiadając w niższej izbie niemieckiego parlamentu do 2013. Od stycznia do października 1998 sprawował urząd ministra zagospodarowania przestrzennego, budownictwa i rozwoju miast w ostatnim rządzie Helmuta Kohla. W latach 2011–2013 pełnił funkcję wiceprzewodniczącego Bundestagu.